# Винилин
Поливинилбутиловый эфир (винилин, поливинокс) — непредельный эфир, полимер винилбутилового эфира.

## Описание
Густая, вязкая прозрачная жидкость (или светло-жёлтого цвета) с характерным запахом.

## Применение

### В технике
Нашёл широкое применение в качестве присадки к моторным маслам и смазкам механизмов, улучшающей вязкостно-температурные свойства. Есть свидетельства о повышении износоустойчивости турбин при использовании поливинилбутилового эфира в качестве присадки (2 %).

### В медицине
В медицине поливинилбутиловый эфир известен как бальзам Шостаковского, по имени изобретателя. Используется и по сей день в качестве ранозаживляющего, антибактериального (бактериостатического), стимулирующего эпителизацию средства. Хорошо показал себя в лечении трофических язв (в том числе диабет-ассоциированных), пяточных трещин и пролежней.

## Интересные факты
Автор получил Сталинскую премию второй степени (1949 год) за разработку нового способа получения виниловых эфиров